# Volksbos
Het Volksbos is een natuurgebied in het gebied De Lickebaert tussen Vlaardingen en Maassluis en geldt als het oudste protestbos in Nederland. Het bos zit ingeklemd tussen de Maassluisedijk en de Hoekse Lijn.
Het bos is ontstaan uit protest tegen plannen voor een afvalstortplaats op deze locatie. Tegen deze plannen rees grote en breedgedragen weerstand, die op 12 december 1992 uitmondde in het door "Stichting Groeiend Verzet in de Lickebaert" georganiseerde aanplanten van zo'n 17.000 bomen door 8000 mensen. Tot de initiatiefnemers behoorden Remi Poppe, destijds raadslid voor de SP in Vlaardingen, en Niko Koffeman, inwoner van Maassluis. 
Het uit protest aangeplante bos groeide uit tot een blijvend natuurgebied. Voor het aan de westkant aangrenzende gebied werd in 2003 een groot hippisch centrum met een kasteel gepland, waartegen opnieuw protesten oprezen. Deze plannen zijn niet doorgegaan en in dit gebied zijn rietputten aangelegd. Het bos beslaat zo'n 20 en de rietputten zo'n 30 hectare. Het Volksbos wordt beheerd door het recreatieschap Midden-Delfland, de rietputten door Natuurmonumenten.